# Pforzheim

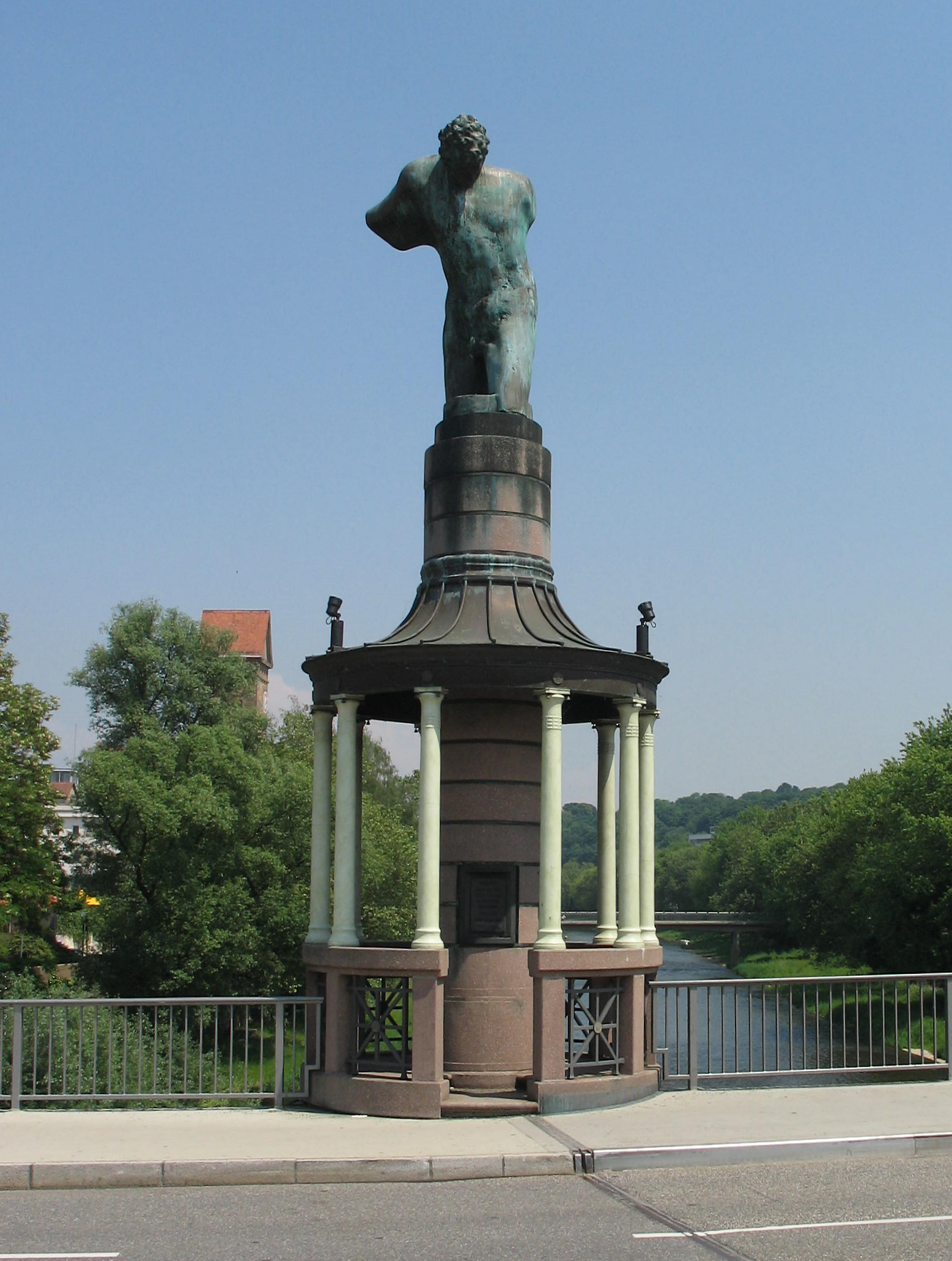
Rob i Léon Krierowie: Pawilon na moście w Pforzheimie

Pforzheim – miasto na prawach powiatu w Niemczech, w kraju związkowym Badenia-Wirtembergia, w rejencji Karlsruhe, siedziba regionu Nordschwarzwald oraz powiatu Enz, do którego miasto jednak nie należy. Leży na północ od Schwarzwaldu pomiędzy Karlsruhe i Stuttgartem. Liczy 127 849 mieszkańców (31 grudnia 2022).

## Historia
Dawna rzymska osada. W latach 1300–1565 miasto było siedzibą margrabiów Baden-Durlach. Nalot 23 lutego 1945 roku na miasto, przy około 20 000 ofiar, okazał się w przeliczeniu na liczbę mieszkańców tragiczniejszy niż bombardowanie Drezna. 83% zabudowy miasta zostało zniszczone przez brytyjskie lotnictwo. W nalocie brali udział również polscy piloci z 300 Dywizjonu Bombowego.
10 lipca 1968 roku miasto zostało bardzo poważnie zniszczone przez wielką trąbę powietrzną. Z gruzów wydobyto 4 osoby zabite i przeszło 200 rannych. Tysiące osób straciło dachy nad głową.

## Gospodarka
W mieście rozwinął się przemysł precyzyjny, metalowy, elektrotechniczny, papierniczy, poligraficzny oraz maszynowy.

## Transport
Stacja kolejowa i dworzec główny Pforzheim Hauptbahnhof.

## Zabytki
- Romańsko-gotycka kolegiata zamkowa św. Michała.

## Sport
- 1. FC Pforzheim – klub piłkarski

## Współpraca
Miejscowości partnerskie:
- Polska: Częstochowa
- Hiszpania: Gernika-Lumo
- Rosja: Irkuck
- Węgry: Komitat Győr-Moson-Sopron
- Turcja: Nevşehir
- Chorwacja: Osijek
- Francja: Saint-Maur-des-Fossés
- Włochy: Vicenza